# Ostrovica
Ostrovica je přírodní památka v oblasti Ponitří.
Nachází se v katastrálním území obce Kľak v okrese Žarnovica v Banskobystrickém kraji. Území bylo vyhlášeno či novelizováno v roce 1992 na rozloze 4,4400 ha. Ochranné pásmo nebylo stanoveno.